# Salix lindleyana
Salix lindleyana är en videväxtart som beskrevs av Nathaniel Wallich och Nils Johan Andersson. Salix lindleyana ingår i släktet viden, och familjen videväxter. Utöver nominatformen finns också underarten S. l. hebecarpa.

## Bildgalleri

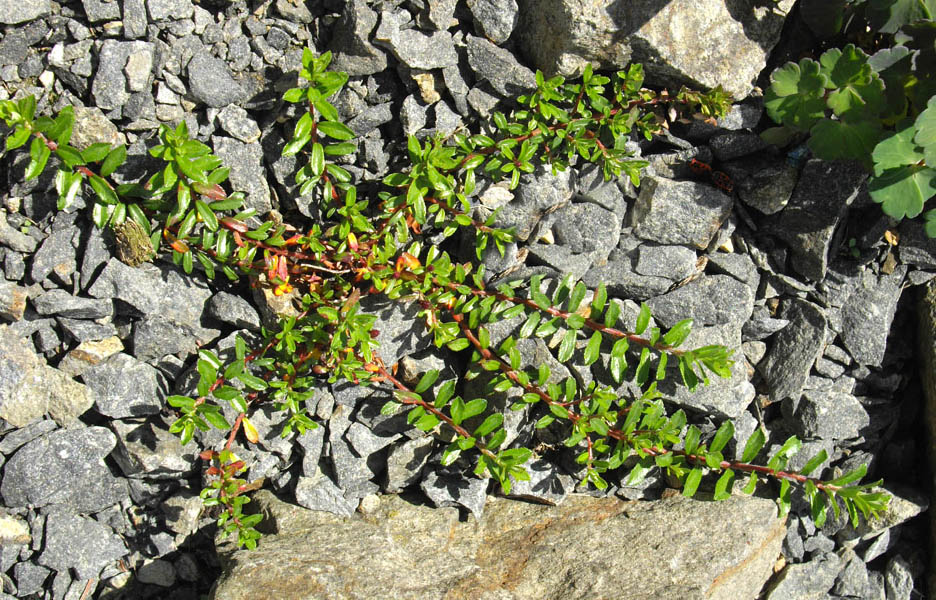